# 莱斯特·R·布朗
莱斯特·R·布朗（英語：Lester Russel Brown，1934年3月28日—）是一位美国环境分析家和科普作家。

## 代表作
- 《谁来养活中国？》（Who Will Feed China? Wake-Up Call for a Small Planet，1995）
- 《B模式：拯救地球延续文明》（Plan B: Rescuing a Planet Under Stress and a Civilization in Trouble，2003）
- 《崩溃边缘的世界：如何拯救我们的生态和经济环境》（World on the Edge: How to Prevent Environmental and Economic Collapse，2011）
- 《饥饿的地球村：新食物短缺地缘政治学》（Full Planet, Empty Plates: The New Geopolitics of Food Scarcity，2012）[1][2][3][4]。